# Né So
Albums de Rokia Traoré
Beautiful Africa
(2013)
Né So (signifiant « maison » ou « chez moi » en bambara) est le sixième album de Rokia Traoré, sorti le 12 février 2016 sur le label Nonesuch Records. Il a été retenu dans les trois albums sélectionnés aux Victoires de la musique 2017 dans la catégorie « musique du monde ».

## Liste des titres de l'album
1. Tu voles –  4 min 03 s
2. Obikè – 4 min 27 s
3. Kènia – 5 min 16 s
4. Amour – 3 min 06 s
5. Mayé – 5 min 34 s
6. Ilé – 3 min 54 s
7. Ô Niélé – 3 min 25 s
8. Kolokani – 4 min 06 s
9. Strange Fruit – 3 min 40 s
10. Né So – 3 min 53 s
11. Sé Dan – 4 min 06 s

## Musiciens ayant participé à l'album
- Rokia Traoré, guitare
- Moïse Ouatara, batterie
- Matthieu N'Guessan, basse
- Mamah Diabaté, n'goni
- John Parish, guitare et batterie
- John Paul Jones, basse et mandoline
- Devendra Banhart, guitare